# Service liechtensteinois pour la patrie
Pour les articles homonymes, voir LHD.
Le Service liechtensteinois pour la patrie (en allemand : Liechtensteiner Heimatdienst ou LHD) est un ancien parti politique d'extrême droite du Liechtenstein.
Il est un des deux partis à avoir fusionné au sein de l'Union patriotique.

## Historique
Le Service liechtensteinois pour la patrie est créé le 1er octobre 1933 dans le but de transformer le Liechtenstein en un État autoritaire basé sur le modèle autrichien instauré par le chancelier fédéral Engelbert Dollfuss en 1933, l'austrofascisme, et l'abolition des partis politiques,.
Très vite le LHD embrasse l'idéologie national-socialiste poussant plusieurs membres dont le cofondateur Eugen Schafhauser à claquer la porte,. À partir de 1934 le mouvement s'oppose fermement aux naturalisations des juifs et demande la dissolution du Landtag le 9 décembre 1934.
En 1935, le LHD s'allie avec le parti populaire chrétien-social pour former une alliance nommée l'opposition nationale ; affaiblis financièrement les deux partis fusionnent le 5 janvier 1936, malgré de nombreuses oppositions internes, pour devenir l'Union patriotique,,.